# San Jose City
San Jose City (Tagalog: Lungsod ng San Jose) ist eine philippinische Component City in der Provinz Nueva Ecija, in der Verwaltungsregion III, Central Luzon. Sie hat 139.738 Einwohner (Zensus 1. August 2015), die in 38 Barangays lebten. Sie wird als Gemeinde der dritten Einkommensklasse auf den Philippinen und als teilweise urbanisiert eingestuft. 
San Jose City ist die nördlichste Component City in der Provinz und sie liegt an den südlichen Ausläufern der Caraballo-Berge, im Nordosten der Zentralen Luzon-Ebene. Ihre Nachbargemeinden sind Science City of Muñoz im Westen, Lupao im Nordwesten, Talavera im Südwesten, Llanera im Süden, Rizal im Südosten, Pantabangan im Osten und Carranglan im Norden.
Im Barangay Pinili befindet sich eine Laboratory High School der Central Luzon State University.

## Baranggays
| - A. Pascual - Abar Ist - Abar 2nd - Bagong Sikat - Caanawan - Calaocan - Camanacsacan - Culaylay - Dizol - Kaliwanagan - Kita-Kita - Malasin - Manicla | - Palestina - Parang Mangga - Villa Joson - Pinili - Rafael Rueda, Sr - Ferdinand E. Marcos - Canuto Ramos - Raymundo Eugenio - Crisanto Sanchez - Porais - San Agustin - San Juan - San Mauricio | - Santo Niño 1st - Santo Niño 2nd - Santo Niño 3rd - Santo Tomas - Sibut - Sinipit Bubon - Tabulac - Tayabo - Tondod - Tulat - Villa Floresca - Villa Marina |

## Söhne und Töchter
- Oscar Azarcon Solis (* 1953), römisch-katholischer Geistlicher, Bischof von Salt Lake City in den USA